# Marian Jan Sochański
Marian Jan Sochański (ur. 27 czerwca 1899 w Czyszkach, zm. ?) – major artylerii Wojska Polskiego i Wojska Polskiego we Francji.

## Życiorys
Urodził się 27 czerwca 1899 w Czyszkach, pow. samborski, jako syn Piotra. Po odzyskaniu przez Polskę niepodległości został przyjęty do Wojska Polskiego. Brał udział w wojnie polsko-bolszewickiej.
3 maja 1922 został zweryfikowany w stopniu porucznika ze starszeństwem z 1 czerwca 1919 w korpusie oficerów artylerii. W latach 1923–1932 był oficerem 12 pułku artylerii polowej w Złoczowie. 12 kwietnia 1927 został awansowany do stopnia kapitana artylerii ze starszeństwem z dniem 1 stycznia 1927 i 31. lokatą w korpusie oficerów artylerii. Został awansowany do stopnia majora ze starszeństwem z dniem 1 stycznia 1936 i 30. lokatą w korpusie oficerów artylerii.
W 1939 był oficerem sztabu 10 Grupy Artylerii w Przemyślu. Po wybuchu II wojny światowej w okresie kampanii wrześniowej był oficerem sztabowym dowódcy artylerii Korpusu Interwencyjnego. Następnie przedostał się do Francji i wstąpił do Wojska Polskiego we Francji. Został dowódcą dywizjonu w 2 Modlińskim pułku artylerii ciężkiej.

## Ordery i odznaczenia
- Krzyż Walecznych
- Srebrny Krzyż Zasługi (10 listopada 1928)[11][12]
- Medal Pamiątkowy za Wojnę 1918–1921
- Medal Dziesięciolecia Odzyskanej Niepodległości